# ギブソン・335-S

## 概要
ギブソン335-Sは、1980年から1983年にギブソンから発売された、エレアコのES-335のソリッドボディバージョンである。形状はES-335よりやや小さく、コントロールノブは同じ配置である。ES-335と違い、セミアコではなくソリッドボディであるため、比較するとこのモデルのサウンドはかなり異なる。
すべてのモデルには、2つのハムバッキングピックアップ、およびボリュームとトーンコントロールのノブが2つずつ装備されている。上位モデルのProfessionalとCustomのピックアップはギブソンのGibson Dirty Fingersであり、かつハムバッカーサウンドからシングルコイルモードにすることも可能なコイルタップスイッチを備えている。下位モデルのStandardはGibson Super Humbuckerが内蔵しており、コイルタップ機能はない。
3つのバージョンはすべて1980年半ばに導入され、CustomおよびStandardは1981年で生産終了し、Professionalは1983年で生産終了という短い期間のみの生産であった。
しかし2011年に当時のギブソン系のギターの仕様に似た335-Sを再販した。コントロール系統は初期モデルと異なり、ボリュームとトーンコントロールがそれぞれ1つずつとピックアップにはGibson Burst Buckerが内蔵している。

## バリエーション
335-Sは3つのバリエーションがある。
Standard
ボディ・ネック材：メイプル
指板：ローズウッド
ナット：象牙
ピックアップ：Gibson Super Humbucker
カラーバリエーション：ナチュラルフィニッシュ
Custom
ボディ・ネック材：マホガニー
指板：ローズウッド
ナット：象牙
ピックアップ：Gibson Super Humbucker
カラーバリエーション：ナチュラルフィニッシュ
Professional
ボディ・ネック材：マホガニー
指板：エボニー（バインドあり）
ナット：金属
コントロール：コイルタップあり
ピックアップ：Gibson Dirty Fingers
カラーバリエーション：シルバーバースト、タバコバースト、チェリー

また2011年に再販モデルが発売された。
Reissue
ボディ・ネック材：メイプル
指板：ローズウッド
ナット：象牙
ピックアップ：Gibson Burstbucker 1（ブリッジ）、Gibson Burstbucker 2（ネック）
カラーバリエーション：シルバーバースト、アンバーフィニッシュ